# Maitreyi Devi
Maitreyi Devi (n. 10 septembrie 1914, Chittagong, India Britanică, Bangladesh – d. 29 ianuarie 1989, Kolkata, Bengalul de Vest, India) a fost o poetă și romancieră născută în statul indian Bengalul de Vest. A fost fiica filosofului Surendranath Dasgupta.
Versurile ei au fost elogiate de Rabindranath Tagore, căruia i-a fost protejată literară.

## Biografie
Maitreyi Devi s-a născut în 1914, fiica filosofului Surendranath Dasgupta și a lui Himani Madhuri Rai.
Devi a studiat la Liceul Eparhial de fete „Sfântul Ion” din Calcutta, acum Kolkata, iar mai apoi absolvă Facultatea Jogamaya Devi, una dintre cele mai vechi facultăți de fete din Kolkata, India.
Maitreyi s-a căsătorit cu Dr. M.M. Sen, chinologist, când ea avea 20 de ani, iar el, 34. Au avut doi copii împreună.
Ea a fondat Consiliul Comunal de Promovare a Armoniei în anul 1964, fiind și vicepreședintele Consiliul Coordonat doar de Femeile Indiene. Prima ei carte de versuri a fost publicată când ea avea șaisprezece ani, cu prefața de Rabindranath Tagore. O altă carte scrisă de ea este „Rabindranath - omul din spatele poeziei sale”. Maitreyi a scris memorii și poezii, preferatele ei fiind poeziile de dragoste și cele inspirate de natură. În afara talentului ei de scriitoare, Maitreyi a mai deschis și un orfelinat pentru copii în a doua jumătate a vieții ei.
Devi a fost și sursa de inspirație a lui Mircea Eliade pentru romanul său semi-autobiografic de dragoste, Maitreyi, publicat pentru prima oară în 1933.
Între 1938 și 1939, ea l-a invitat pe Rabindranath Tagore să stea în casa ei și a soțului ei din Mangpu, aproape de Kalimpong, casă ce a devenit mai târziu Muzeul Rabindra, în regiunea Darjeeling.

## Notă biografică
În 1929, Maitreyi Devi l-a întâlnit pe viitorul scriitor român Mircea Eliade, care studia sanscrita cu tatăl ei și era găzduit de acesta. Legătura de dragoste dintre cei doi a fost sursa de inspirație a romanului eliadesc Maitreyi. Maitreyi a fost neplăcut surprinsă de această relatare și a scris propria sa versiune a întâlnirii: Na Hanyate, în limba bengali, sau Dragostea nu moare, în română. În această lucrare, Maitreyi dezminte alegațiile de natură sexuală din romanul lui Eliade.